# Оксид сурьмы(V)
Оксид сурьмы(V) — бинарное неорганическое соединение металла сурьмы и кислорода с формулой Sb2O5, светло-жёлтые кристаллы, слабо растворимые в воде, образует кристаллогидраты.

## Получение
- Окисление металлической сурьмы горячей концентрированной азотной кислотой:

{\displaystyle {\mathsf {2Sb+10HNO_{3}\ {\xrightarrow {100^{o}C}}\ Sb_{2}O_{5}\downarrow +10NO_{2}\uparrow +5H_{2}O}}}
- Разложение горячей водой солей пятивалентной сурьмы:

{\displaystyle {\mathsf {2SbCl_{5}+5H_{2}O\ {\xrightarrow {100^{o}C}}\ Sb_{2}O_{5}\downarrow +10HCl}}}
- Разложение кислотой гексагидроксостибатов:

{\displaystyle {\mathsf {2K[Sb(OH)_{6}]+2HNO_{3}\ {\xrightarrow {}}\ Sb_{2}O_{5}\downarrow +2KNO_{3}+5H_{2}O}}}

## Физические свойства
Оксид сурьмы(V) образует светло-жёлтые кристаллы моноклинной сингонии,  параметры ячейки a = 1,274 нм, b = 0,479 нм, c = 0,545 нм, β = 105,05°, Z = 4.
Из водных растворов образуется аморфная смесь кристаллогидратов вида Sb2O5•n H2O, где n = 1÷6.
После прокаливания при 380°С образуется кристаллогидрат Sb2O5•4H2O (бесцветные кристаллы кубической сингонии, пространственная группа F d3m, параметры ячейки a = 1,0384 нм, Z = 8, d = 4,27).

## Химические свойства
- При нагревании медленно разлагается:

{\displaystyle {\mathsf {2Sb_{2}O_{5}\ {\xrightarrow {300-450^{o}C}}\ 2Sb_{2}O_{4}+O_{2}}}}
- Реагирует с кислотами:

{\displaystyle {\mathsf {Sb_{2}O_{5}+12HCl\ {\xrightarrow {}}\ 2H[SbCl_{6}]+5H_{2}O}}}
- Реагирует с щелочами:

{\displaystyle {\mathsf {Sb_{2}O_{5}+2NaOH+5H_{2}O\ \xrightarrow {} \ 2Na[Sb(OH)_{6}]\downarrow }}}
- При сплавлении с щелочами образует метастибаты:

{\displaystyle {\mathsf {Sb_{2}O_{5}+2NaOH\ {\xrightarrow {500^{o}C}}\ 2NaSbO_{3}+H_{2}O}}}
- С фтороводородом при нагревании переходит во фторид сурьмы(V):

{\displaystyle {\mathsf {Sb_{2}O_{5}+10HF\ {\xrightarrow {150-170^{o}C}}\ 2SbF_{5}+5H_{2}O}}}
- Молекулярный водород восстанавливает до металла[1]:

{\displaystyle {\mathsf {Sb_{2}O_{5}+5H_{2}\ {\xrightarrow {500-600^{o}C}}\ 2Sb+5H_{2}O}}}

## Применение
- Входит в состав люминофоров ламп дневного цвета.
- Компонент оптических стёкол и эмалей.